# Colombo (brigantino)
Il Colombo è stato un brigantino della Regia Marina, già della Marina del Regno di Sardegna.

## Caratteristiche
Costruito sugli stessi progetti del quasi gemello Eridano, il Colombo era un brigantino di tipo classico, di dimensioni medie, e mise in evidenza (così come il suo predecessore) eccellenti qualità nautiche: si rivelò un'unità robusta, marina e buona veliera.
Scafo in legno con carena rivestita in rame, il Colombo aveva due alberi armati a brigantino (trinchetto e maestra, a vele quadre) e dislocava 480 tonnellate, trenta in più rispetto al suo predecessore Eridano.
Un'altra leggera differenza consisteva nell'armamento: il Colombo disponeva infatti di 14 cannoni in ferro a canna liscia da 24 libbre e di due cannoni-obici, anch'essi in ferro ed a canna liscia, dello stesso calibro, mentre questi ultimi sull'Eridano erano di calibro inferiore (16 libbre). Nonostante la somiglianza, che porta alcune fonti a trattarli come un'unica classe, i due brigantini non costituirono mai, almeno sul piano formale, una classe.

## Storia
Varata nei cantieri genovesi della Foce il 6 marzo 1843, la nave entrò in servizio nella Marina del Regno di Sardegna nel corso dello stesso anno.
Verso le tre del pomeriggio del 26 dicembre 1843 il Colombo, trovandosi a Palermo (dov'era giunto tre giorni prima da Cagliari – da dov'era partito il 18 dicembre – e da dove sarebbe ripartito il 31 dicembre) al comando del capitano di fregata Edoardo Tholosano di Valgrisenche, ebbe modo di soccorrere la nave statunitense Margaret Hugg, che, carica di zolfo, si era incendiata: quattro imbarcazioni del Colombo, con un'ottantina di uomini a bordo, guidati dal comandante in seconda Ricci e dal sottotenente di vascello Ribotti, raggiunsero la nave in fiamme, separarono il carico che aveva già preso fuoco da quello ancora intatto ed estinsero le fiamme allagando le stive.
Sul finire del 1845 il Colombo, ancora agli ordini del capitano di fregata Edoardo Tholosano di Valgrisanche, venne inviato sul Rio della Plata quale stazionario, permanendovi sino al gennaio 1848.
Dopo il rientro in Italia il brigantino venne sottoposto a lavori di manutenzione e quindi, scoppiata la prima guerra d’indipendenza, fu mandato in Mare Adriatico, aggregandosi alla squadra sarda del contrammiraglio Giuseppe Albini, là mandata a supporto di Venezia insorta. Tale formazione, insieme ad unità venete, prese parte alle operazioni di blocco al porto di Trieste, a favore di Venezia. Dal 7 giugno al 14 agosto le navi sardo-piemontesi e ad alcune unità venete, stazionarono al largo di Trieste nell'ambito del blocco navale imposto alla città, importante porto civile e militare austro-ungarico. Tale blocco rimase però sulla carta, dato che la squadra sardo-veneta, giunta davanti a Trieste già il 23 maggio, aveva ricevuto diversi consoli delle nazioni della Confederazione tedesca, i quali affermarono che qualunque atto di guerra contro Trieste sarebbe stato considerato anche contro i loro stati. La squadra italiana rimase pertanto inattiva, e non reagì nemmeno quando, il 6 giugno, la nave ammiraglia San Michele venne colpita di rimbalzo da una palla sparata per provocazione da una fregata austroungarica. Nonostante la formale proclamazione del blocco, avvenuta l'11 giugno, diverse navi nemiche con carichi militari riuscirono ad entrare ed uscire da Trieste senza incontrare ostacoli. Le navi sarde rientrarono a Venezia in agosto e ricevettero l'ordine di ritrasportare in Piemonte via mare il corpo di spedizione sardo-piemontese del generale La Marmora, costituito da circa 2.000 uomini. Tornate ad Ancona il 9 settembre, negli ultimi giorni di ottobre le navi effettuarono una breve puntata su Venezia, per poi tornare rapidamente nel porto marchigiano. La Squadra sarda fu poi fatta rientrare in patria in seguito alla definitiva sconfitta di Novara. Durante le operazioni in Adriatico il Colombo fu a Venezia e successivamente ad Ancona, stazionando inattivo nel porto dorico sino all'aprile 1849, quando rientrò in patria insieme al brigantino Daino ed alla corvetta Aquila, dopo aver preso a bordo truppe dell'Esercito sardo-piemontese in ritirata da Venezia dopo la sconfitta.
Il 24 ottobre 1849 la nave partì per Tangeri, ove trasportò Giuseppe Garibaldi. Nel settembre 1852 il brigantino, assegnato alla Squadra di Evoluzione del contrammiraglio Carlo Pellion di Persano, venne inviato nelle acque della Grecia.
Nel 1855-1856, durante la guerra di Crimea, il Colombo fece parte della Divisione Navale sarda inviata in Crimea (forte complessivamente di 23 navi di vario tipo, 126 pezzi d’artiglieria e 2574 uomini) e prese parte alle operazioni di tale conflitto.
Nel maggio 1858 il Colombo, agli ordini del capitano di fregata Baldassarre Galli della Mantica, salpò da Genova e raggiunse l'Africa occidentale, navigando per quattro mesi nel Golfo di Guinea e toccando vari porti di Sierra Leone, Costa d'Oro, Dahomey (parte dell'odierno Benin) e Nigeria, avendo così modo di «mostrare la bandiera» in quelle terre africane. Ripartita dall'Africa nel novembre 1858, la nave si portò in Sud America, fece scalo a Pernambuco, Bahia e Rio de Janeiro e giunse quindi Montevideo ad inizio aprile 1859. Il brigantino avrebbe dovuto quindi restare stazionario a Montevideo, ma, essendo prossimo lo scoppio della seconda guerra d’indipendenza, ne venne deciso il rientro in patria, ove arrivò dopo una traversata durata 87 giorni (a conflitto già in corso), senza fare tappa in nessun porto.
Dopo i necessari lavori di manutenzione e riattamento, il Colombo venne assegnato alla divisione del capitano di vascello Edoardo Tholosano di Valgrisanche, con la quale operò in Adriatico durante la guerra. Tornato a Genova il 30 luglio 1859, il brigantino fu sottoposto a nuovi lavori in arsenale dal novembre al dicembre dello stesso anno.
Il 15 marzo 1860 assunse il comando della nave il capitano di corvetta Emilio Faà di Bruno, che lasciò il comando dell'unità il 5 maggio dello stesso anno.
Il 17 marzo 1861 il Colombo, classificato brigantino, venne iscritto nel Quadro del Naviglio della neocostituita Regia Marina. Nel corso del 1861 la nave – nuovamente comandata per un breve periodo dal capitano di corvetta Faà di Bruno – venne utilizzata in Mar Tirreno come nave scuola, partecipando a varie manovre e svolgendo attività addestrativa nell'arcipelago toscano, insieme alla vecchia fregata a vela San Michele, all’Eridano ed alla corvetta Valoroso, per poi essere disarmata a La Spezia.
Rimessa in armamento nell'aprile 1862, l'unità partecipò ad esercitazioni e manovre sino a giugno. Destinato alla flottiglia d'istruzione della Scuola Novizi e Mozzi («Flottiglia de' Novizi e Mozzi»), il Colombo venne nuovamente messo in disarmo a Genova nel gennaio 1863.
Trainato a La Spezia dalla pirofregata Maria Adelaide, il brigantino vi restò disarmato sino alla radiazione, decretata dal Regio Decreto n. 3985 del 10 ottobre 1867, venendo quindi demolito.
La polena del Colombo, una statua raffigurante il busto del navigatore eponimo con la Terra, sferica, nella mano sinistra, è conservata presso il Museo Tecnico Navale della Spezia.